# Jerzy Rużyłło
Jerzy Rużyłło (ur. 27 czerwca 1947 w Warszawie) – prof. dr hab. inż. elektronik, absolwent i były pracownik naukowo-dydaktyczny Wydziału Elektroniki i Technik Informacyjnych Politechniki Warszawskiej, od 1984 roku pracuje w Pennsylvania State University w Stanach Zjednoczonych, obecnie jako Distinguished Professor of Electrical Engineering oraz Professor of Materials Science and Engineering,  ekspert w dziedzinie mikro i nanotechnologii materiałów i przyrządów półprzewodnikowych, prowadzi Semiconductor SurfaceProcessing and Characterization Laboratory w Pennsylvania State University; twórca i autor portalu półprzewodnikowego semi1source.com, członek honorowy (ang. Fellow) IEEE oraz Electrochemical Society, gdzie pełni szereg kierowniczych funkcji.
Pochodzi z rodziny wybitnych lekarzy-naukowców: ojciec, prof. Edward Rużyłło (1909-2009), gastrolog; brat prof. Witold Rużyłło (1939), kardiolog.